# Сезон атлантических ураганов 2009 года
Количество тропических штормов и их общая интенсивность в Сезоне атлантических ураганов 2009 года оказались существенно ниже среднего уровня, за весь сезон в Атлантике наблюдалось 11 циклонов, из которых девять достигли уровня тропического шторма и три — уровня урагана по шкале классификации ураганов Саффира — Симпсона.
Впервые с 2006 года в сезоне не сформировалось ураганов, дошедших до территории Соединённых Штатов, на побережье США в течение всего сезона обрушивалось четыре тропических шторма разной степени интенсивности. Значительное снижение общей активности тропических возмущений в Атлантическом океане было связано с появлением в начале лета тёплого течения Эль-Ниньо, которое явилось причиной возникновения колоссального числа сдвигов ветра над океаном, что в свою очередь существенно тормозило формирование и дальнейшее развитие тропических циклонов.
Сезон атлантических ураганов 2009 года фактически был открыт раньше официальной даты 1 июня с формированием 28 мая Тропической депрессии 1.
В течение следующих двух месяцев в бассейне Атлантического океана не образовывалось тропических циклонов вплоть до формирования 11 августа 2009 года в районе островов Кабо-Верде первого в сезоне Тропического шторма Ана. 15 и 16 августа образовались два глубоких атмосферных возмущения, впоследствии ставшие соответственно ураганом Билл и тропическим штормом Клодетт, при этом ураган Билл на пике своей интенсивности достиг уровня четвёртой категории по шкале классификации ураганов Саффира — Симпсона, став первым по счёту ураганом сезона и сильнейшим ураганом всего сезона 2009 года. Следующий тропический циклон преподнёс настоящий сюрприз метеорологам, усилившись до статуса урагана третьей категории Фред, находясь восточнее 35-го меридиана западной долготы. По утверждению специалистов Национального центра прогнозирования ураганов США за всю 158-летнюю историю наблюдений атлантических ураганов подобное случилось лишь в третий раз. В сентябре в Атлантике сформировался ещё один тропический шторм, получивший название Эрика. В сравнении по сентябрю каждого года циклонная деятельность в сентябре 2009 года по показателю накопленной энергии циклонов (ACE) стала самой низкой с 1994 года и заняла шестое место среди самых низких показателей ACE в сентябре месяце начиная с сезона атлантических ураганов 1944 года.
Сезон 2009 года завершился формированием урагана второй категории Ида, прошедшего по странам Центральной Америки и в качестве тропического шторма обрушившегося на морское побережье США в ноябре 2009 года.

## Метеопрогнозы сезона
Перед каждым сезоном атлантических ураганов и на протяжении нескольких лет подряд специалистами публикуются несколько различных прогнозов метеорологической обстановки в Атлантике: одну группу прогнозов возглавляют профессора Филип Дж. Клотцбах и Уильям М. Грей из Университета штата Колорадо (CSU), другая крупная группа специалистов работает в Национальном управлении океанических и атмосферных исследований (NOAA).
Группа профессора Клотцбаха (ранее возглавляемая профессором Греем) рассчитывает прогноз исходя из значений среднего числа тропических штормов в сезоне (с 1950 по 2000 годы) равным 9,6, среднего числа ураганов в 5,9 и среднего количества сильных ураганов (тропические штормы с силой урагана третьей категории и выше по шкале классификации ураганов Саффира — Симпсона) равным 2,3, а также среднем индексом накопленной энергии циклонов (ACE), составляющим 96,1. Национальное управление океанических и атмосферных исследований рассчитывает прогнозы, основываясь на отметках «выше нормы», «близко к норме» и «ниже нормальной комбинации количества штормов», средней силы ураганов, количества сильных ураганов и показателя накопленной энергии циклонов ACE.

### Предварительный прогноз сезона 2009 года
10 декабря 2008 года исследовательская группа проф. Клотцбаха обнародовала свой первый прогноз на сезон атлантических ураганов 2009 года, полагая, что общая циклонная активность в Атлантике составит выше среднего уровня и прогнозируя количество тропических штормов равным 14, ураганов — 7, сильных ураганов — 3 и накопленную энергию циклонов — 125. 7 апреля 2009 года эта же группа скорректировала свой прежний прогноз на сезон, определив число тропических штормов в 12 единиц, шесть ураганов, два сильных ураганов и накопленную энергию, приблизительной равной 100 единицам. При этом в своей новой коррекции специалисты ссылались на возможное появление в бассейне Атлантического океана тёплого течения Эль-Ниньо. 21 мая 2009 года свой прогноз опубликовало и Национальное управление океанических и атмосферных исследований, предсказывая число штормов в диапазоне от 9 до 14, ураганов — от 4 до 7 и сильных ураганов — от одного до трёх, при этом согласно прогнозу NOAA общая активность циклонов в сезоне должна была быть чуть выше среднего значения.

### Коррекция прогноза в течение сезона
2 июня 2009 года команда проф. Клотцбаха скорректировала свой первоначальный прогноз на сезон атлантических ураганов 2009 года, предполагая среднюю активность сезона в 11 тропических штормов, 5 ураганов, 2 урагана третьей категории и выше, а также индекс накопленной энергии циклонов, равный 85. 18 июня 2009 года свой прогноз на сезон выпустило и метеорологическое агентство Великобритании Met Office (UKMO), согласно которому с 70%-ной вероятностью ожидалось 6 тропических штормов в периоде с июля по ноябрь. С той же степенью вероятности UKMO рассчитало индекс накопленной энергии циклонов в сезоне, составивший 60 в диапазоне от 40 до 80 единиц. 4 августа группа Клотцбаха обновила свой прогноз на сезон, полагая уровень циклонной активности немногим ниже среднего значения (10 тропических штормов, 4 урагана и два урагана третьей категории и выше). Спустя два дня обновлённый прогноз выпустило и Национальное управление океанических и атмосферных исследований, согласно которому уровень циклонной активности так же предполагался ниже среднего значения (от 7 до 11 тропических штормов, 3-6 ураганов и от одного до двух ураганов третьей категории и выше).

## Тропические циклоны

### Тропическая депрессия 1
Тропическая депрессия 1 образовалась 28 мая 2009 года, вследствие чего очередной сезон атлантических ураганов начался на три дня раньше официального срока.
Формирование Тропической депрессии 1 произошло над Гольфстримом из неорганизованной области низкого давления, центр которой находился у побережья штата Северная Каролина. После достижения скорости ветра в 55 км/ч и атмосферного давления в 754 миллиметров ртутного столба циклон начал терять свою силу вследствие увеличения сдвига ветра и понижения температуры поверхности моря. Во второй половине суток 29 мая конвективные потоки системы находились уже на значительном расстояние от центра циркуляции воздушных масс, что дало Национальному центру прогнозирования ураганов США основания констатировать факт расформирования Тропической депрессии 1 в обычную остаточную область низкого давления.

### Тропический шторм Ана
11 августа связанная с тёплой воздушной волной область низкого атмосферного давления организовалась в тропическую депрессию, после чего на краткий период достигла штормового уровня и снова перешла в категорию тропической депрессии по шкале классификации ураганов Саффира — Симпсона. В течение следующих двух дней циклон расформировался до области пониженного давления, не имеющей собственной конвективной системы воздушных масс и медленно смещающейся в западном направлении. 14 августа в 1735 километрах к востоку от Малых Антильских островов малоградиентное барическое поле восстановилось до уровня тропической депрессии, а к утру следующего дня повторно набрало силу тропического шторма. В это же время Национальный центр прогнозирования ураганов США присвоил шторму имя «Ана». На пике максимальной интенсивности скорость ветра в штормовом образовании достигала 65 км/ч с порывами до 75 км/ч, атмосферное давление в центре циклона составило 752 миллиметра ртутного столба. 16 августа тропический шторм пошёл на спад до уровня тропической депрессии и к началу суток 17 августа 2009 года рассеялся вблизи побережья Пуэрто-Рико.
В период с 15 по 17 августа Национальным центром прогнозирования ураганов США было выпущено несколько штормовых предупреждений для Малых Антильских островов, Пуэрто-Рико и Доминиканской Республики. Власти нескольких островов Карибского бассейна провели ряд приготовлений к приходу шторма. В Доминиканской Республике местные власти провели мероприятия по созданию бригад спасателей и организовали несколько убежищ от стихии. Последствия прохождения тропического шторма Ана оказались практически нулевыми и были прежде всего связаны с умеренными осадками и несколькими грозами.

### Ураган Билл
Ураган типа Кабо-Верде Билл возник из тропической волны тёплого воздуха, двигавшейся от западного побережья Африки и породившей в субботу 15 августа в районе островов Кабо-Верде область тропической депрессии. Двигаясь на запад-северо-запад конвективная система тропической депрессии в течение суток усилилась до уровня тропического шторма, затем до ураганной мощи и в ночь с 17 на 18 августа достигла уровня урагана четвёртой категории по шкале классификации Саффира — Симпсона, устойчивая скорость ветра при этом составляла 215 км/ч. По мере дальнейшего продвижения ураган изменил направление на север, прошёл границу Бермудских островов и стал постепенно ослаблять свои ураганные характеристики, смещаясь в район Новой Шотландии и Ньюфаундленда. По состоянию на 23 августа ураган Билл повернул на восток-северо-восток и достиг восточного побережья Канады на следующий день с устойчивой скоростью ветра в стихии, составлявшей 120 км/ч.
Вызванные ураганом морские волны оказали своё разрушительное действие на побережье Малых и Больших Антильских островов, на Багамах и восточном побережье Соединённых Штатов, унеся жизни двоих человек. Ураган достиг Восточной Канады с немалыми штормовыми характеристиками, однако дальнейших человеческих потерь при его прохождении по восточной части страны удалось избежать.
Ураган Билл стал самым сильным тропическим циклоном в сезоне атлантических ураганов 2009 года и вошёл в десятку крупнейших из наблюдавшихся атлантических ураганов по диаметру атмосферной стихии.

### Тропический шторм Клодетт
Сформировавшись 16 августа 2009 года из тропической волны тёплого воздуха в область низкого давления, циклон быстро набрал силу до уровня тропического шторма вблизи города Таллахасси, штат Флорида. Во второй половине дня 16 августа скорость ветра в атмосферном образовании достигла 85 км/ч, сам шторм направлялся на территорию Флоридского выступа. Ранним утром следующих суток циклон вышел на континентальную часть материка и в течение нескольких часов ослабел до уровня тропической депрессии, после чего полностью рассеялся над территорией штата Джорджия.
Непосредственно перед прохождением тропического шторма Клодетт Национальный центр прогнозирования ураганов США объявил штормовое предупреждение для жителей морского побережья Флориды, при этом некоторым округам штата было рекомендовано провести эвакуацию населения из районов, находящихся на пути движения стихии. Человеческих жертв избежать не удалось: один человек погиб от штормовой волны на берегу близ города Панама-Сити (штат Флорида), на следующий день утонул второй человек, упав за борт со своего корабля у побережья округа Бей (Флорида). Прошедший шторм породил торнадо в окрестностях города Кейп-Корал, разрушивший 11 домов и нанёсший около 103 тысячи долларов США прямого ущерба. Ещё 125 тысяч долларов убытков принёс сам тропический шторм Клодетт, нанеся повреждения инфраструктуре пляжей и частной собственности на побережье Флориды.

### Тропический шторм Дэнни
Тропический шторм Дэнни сформировался 26 августа 2009 года в результате взаимодействия тропической волны тёплого воздуха с областью низкого давления над северной частью острова Гаити. Первоначально тропический шторм имел курс на северо-запад и развился настолько стремительно, что пропустил стадию тропической депрессии, однако затем вследствие неблагоприятных погодных факторов циклон набирал свою силу постепенно, достигнув своего пика интенсивности 27 августа с показателем скорости ветра в стихии в 85 км/ч. Вскоре после этого тропический шторм ослабел до уровня депрессии и 29 августа 2009 года потерял характеристики тропического циклона и был поглощён широким атмосферным фронтом.
Тропический шторм Дэнни не успел достичь прибрежных районов континентальной части Америки, но стал причиной штормовых волн на всём восточном побережье Соединённых Штатов. В штате Северная Каролина штормовой нагон стал причиной гибели 12-летнего подростка.
Остатки тропической депрессии вызвали умеренные дожди на территориях атлантических провинций Канады.

### Тропический шторм Эрика
Циклон образовался 1 сентября 2009 года из тропической волны тёплого воздуха вблизи Малых Антильских островов и, несмотря на отсутствие чётко выраженной спиральной формы воздушных потоков, циклону сразу был присвоен статус тропического шторма без начальной стадии тропической депрессии. День спустя в атмосферном образовании были зарегистрированы пиковые показатели: постоянная скорость ветра достигла 85 км/ч, атмосферное давление составила 753 миллиметров ртутного столба. 3 сентября тропический шторм Эрика ослаб до уровня тропической депрессии, центр низкого давления циклона при этом полностью вышел из зоны основной конвективной деятельности атмосферного образования. В этот же день депрессия потеряла свою силу, превратившись в обычную область низкого давления и к началу следующих суток полностью рассеялась вблизи побережья Пуэрто-Рико.
Вследствие своей низкой интенсивности Эрика причинила незначительный ущерб Малым Антильским островам. В Гваделупе зафиксирован уровень осадков в 200 миллиметров, прошедшие дожди вызвали паводки и оползни, около 12 тысяч человек на острове остались без электроснабжения. На других островах в зоне прохождения Эрики зарегистрирован средний уровень осадков. В Пуэрто-Рико остатки циклона вызвали сильные дожди, осадки достигли уровня в 193 миллиметра, спровоцировав в некоторых регионах страны локальные наводнения.

### Ураган Фред
Образованный 7 сентября около островов Кабо-Верде из сильной тропической волны тёплого воздуха, циклон пережил умеренную серию сдвигов ветра и на следующий день сформировал хорошо организованный центр бури и чётко выраженную спираль вращения воздушных масс. 8 сентября циклон продолжал быстро набирать силу, достигнув ночью с 8 на 9 сентября статуса урагана третьей категории по шкале классификации ураганов Саффира — Симпсона и имея пиковые параметры постоянной скорости ветра в 195 км/ч и атмосферного давления в центре стихии в 718 миллиметров ртутного столба. Вскоре после достижения пика интенсивности сила урагана пошла на спад по мере развивающейся серии сдвигов ветров и вступлению урагана в зону сухого воздуха, мешавшего дальнейшему развитию его конвективной системы.
В течение 10 сентября Фред находился в статусе урагана второй категории и к самому концу суток перешёл в первую категорию, постоянная скорость ветра при этом снизилась до 150 км/ч. Дальнейшее ослабление урагана продолжалось и в течение следующих суток 11 сентября, в результате чего конвективная система урагана была практически полностью дезорганизована. В ночь на 12 сентября Фред перешёл в категорию тропического шторма по шкале классификации ураганов Саффира — Симпсона, потеряв почти всю конвективную систему вокруг своего прежнего центра вращения.
За последние 158 лет тщательного изучения ураганов Атлантического океана ураган Фред стал лишь третьим ураганом после Безымянного урагана 1926 года и урагана Фрэнсис 1980 года, достигшим уровня урагана третьей категории к востоку от 35-го меридиана западной долготы.

### Тропическая депрессия 8
Тропическая депрессия 8 образовалась 25 сентября 2009 года из тропической волны тёплого воздуха, двигавшейся от западного побережья Африки в районе островов Кабо-Верде. Согласно прогнозам метеорологов циклон должен был на короткое время набрать силу тропического шторма. Однако, 26 сентября депрессия вступила в область холодной океанической поверхности и к концу суток реорганизовалась в обычную область низкого давления.

### Тропический шторм Грейс
Образовавшийся 4 октября 2009 года над Азорскими островами субтропический циклон быстро набрал силу до уровня тропического шторма по шкале классификации ураганов Саффира — Симпсона, достигнув пика интенсивности с показателями постоянной скорости ветра 100 км/ч и атмосферного давления в 739,56 миллиметров ртутного столба. Дальнейшему развитию конвективной системы циклона на всём его пути движения мешала относительно холодная температура поверхности океана. К концу суток 5 октября Национальный центр прогнозирования ураганов США объявил о начале слияния тропического шторма Грейс с фронтальной системой, расположенной в северо-западной части Атлантического океана, после чего сила шторма пошла на убыль и значительная его часть рассеялась 6 октября 2009 года над территорией Англии, практически не причинив никакого ущерба данному району.
На Азорских островах, в Ирландии и Великобритании были зарегистрированы осадки в 51 миллиметр, дожди сопровождались тропическими ветрами штормовой силы, тем не менее, специалистам оказалось сложно оценить общий ущерб по причине его весьма малой величины.

### Тропический шторм Генри
Циклон сформировался 6 октября 2009 года в результате тропической волны тёплого воздуха и почти всё время своего существования двигался в северо-западном направлении. 7 октября циклон усилился до нижней границы статуса тропического шторма по шкале классификации ураганов Саффира — Симпсона. В течение всего периода атмосферное возмущение не имело чёткой организации конвективных потоков, а дальнейшему усилению шторма мешали постоянные сдвиги ветра, действующие в средней и верхней частях циклона. После достижения пика интенсивности 7 октября сила шторма пошла на спад, расформировавшись в течение следующих суток до обычной области низкого давления.
Тропический шторм Генри всё время своего существования находился в открытых водах Атлантического океана, поэтому не причинил никакого ущерба человеческой деятельности. Тем не менее, Генри оказался интересным для метеорологов по причине его внезапного образования и такого же быстрого исчезновения, что находилось в противоречии с прогнозами специалистов по конкретно взятой синоптической карте Атлантики.

### Ураган Ида
Ураган сформировался из обычной области низкого давления в течение нескольких дней: 4 ноября у побережья Коста-Рики из области низкого давления образовалась тропическая депрессия 11 и уже на следующий день в статусе урагана первой категории по шкале ураганов Саффира — Симпсона обрушилась на побережье вблизи Тасбапауни, Никарагуа. Претерпев затем такое же быстрое ослабление своей силы стихия вернулась на уровень тропической депрессии, пересекла территорию Гондураса и 6 ноября вышла в акваторию Карибского моря не усиливаясь, но и не теряя плотно организованного потока циркуляции воздушных масс.
Ранним утром 7 ноября циклон стал вновь набирать свою мощь, усилившись сначала до тропического шторма, а к концу суток — до урагана первой категории. 8 ноября циклон достигает пика интенсивности над Карибским морем, перейдя в статус урагана второй категории по шкале Саффира — Симпсона. В начале следующих суток ураган вышел в акваторию Мексиканского залива, ослаб до уровня тропического шторма и 10 ноября в 07:00 по центральноамериканскому времени вступил на территорию штата Алабама в районе населённого пункта Бон-Секу. Два часа спустя, находясь над центральной частью Алабамы, стихия реформировалась во внетропический циклон и полностью рассеялась к 13 ноября 2009 года над бассейном Атлантического океана.
В первоначальных докладах властей Сальвадора сообщалось о 124 погибших от прохождения урагана Ида. Впоследствии данные утверждения были опровергнуты специалистами Национального центра прогнозирования ураганов США, установившими, что причиной наводнений и массовых оползней стал ни сам ураган, а обширная система низкого давления, находившаяся в открытой части Тихого океана.

## Накопленная энергия циклонов (ACE)
| 1           | 26,5 | Билл  | 6 | 1,30  | Эрика   |
| 2           | 9,93 | Фред  | 7 | 1,22  | Генри   |
| 3           | 7,39 | Ида   | 8 | 0,858 | Ана     |
| 4           | 1,97 | Грейс | 9 | 0,528 | Клодетт |
| 5           | 1,88 | Дэнни |   |       |         |
| Всего: 51,6 |      |       |   |       |         |

В таблице справа показана накопленная энергия циклонов (ACE) для каждого атмосферного возмущения сезона атлантических ураганов 2009 года, имевших статус тропического шторма и урагана любой категории. Вообще говоря, ACE представляет собой параметр, определяющий меру мощности тропического шторма и официально рассчитывается только для тропических систем, постоянная скорость ветра в которых достигает 63 км/ч.

## Названия тропических штормов
Для сезона атлантических ураганов 2009 года был определён нижеследующий список названий, при этом неиспользованные в сезоне имена выделены светло-серым цветом. Весь список имён повторяется каждые шесть лет, данный перечень действовал в сезоне 2003 года, за исключением имён «Фред», «Ида» и «Джоакин», которые заменили три названия «Фабиан», «Изабель» и «Хуан» соответственно по причине их пожизненного закрепления за катастрофическими ураганами сезона 2003 года. Имена «Фред» и «Ида» были использованы впервые.
В сезоне атлантических ураганов 2009 года не образовывалось тропических штормов и ураганов, названия которых вследствие порождённых ими разрушительных последствий были бы закреплены за ними навечно, поэтому весь список имён планируется к повторению на сезон атлантических ураганов 2015 года, то есть через шесть лет.
| - Ана - Билл - Клодетт - Дэнни - Эрика - Фред - Грейс | - Генри - Ида - Джоакин (не использовано) - Кейт (не использовано) - Ларри (не использовано) - Майнди (не использовано) - Николас (не использовано) | - Одетта (не использовано) - Питер (не использовано) - Роуз (не использовано) - Сэм (не использовано) - Тереза (не использовано) - Виктор (не использовано) - Ванда (не использовано) |

## Последствия от циклонов в сезоне
Ниже приведена таблица всех тропических штормов и ураганов сезона атлантических ураганов 2009 года с перечислением их контактов с сушей, если они происходили в истории стихийного образования. При этом в колонке «Контакт с сушей» циклоны раскрашены в цвет, соответствующий силе стихии по шкале классификации ураганов Саффира — Симпсона в момент её обрушения на континентальную или островную часть суши. В графе человеческих смертей в скобках раздельно приводятся данные по погибшим от удара стихии и от её последствий (например, в результате дорожно-транспортного происшествия, произошедшего от падающих деревьев).
| Шкала ураганов Саффира — Симпсона |    |   |   |   |   |   |
| TD                                | TS | 1 | 2 | 3 | 4 | 5 |

| Имя шторма   | Активность                | Шторм на пике интенсивности | Макс. ветер (mph) | Мин. давление (мбар) | ACE   | Контакт с сушей                        | Контакт с сушей | Контакт с сушей | Ущерб (млн USD) | Смертей |
| Имя шторма   | Активность                | Шторм на пике интенсивности | Макс. ветер (mph) | Мин. давление (мбар) | ACE   | Где                                    | Когда           | Ветер (mph)     | Ущерб (млн USD) | Смертей |
| ------------ | ------------------------- | --------------------------- | ----------------- | -------------------- | ----- | -------------------------------------- | --------------- | --------------- | --------------- | ------- |
| 1            | 28 мая – 29 мая           | Тропическая депрессия       | 35                | 1006                 | 0.000 | нет                                    | нет             | нет             | нет             | 0       |
| Ана          | 11 августа – 16 августа   | Тропический шторм           | 40                | 1003                 | 0.858 | нет                                    | нет             | нет             | минимальный     | 0       |
| Билл         | 15 августа – 24 августа   | Ураган четвёртой категории  | 135               | 943                  | 26.5  | Кейп-Бретон-Айленд, Новая Шотландия    | 23 августа      | 75              | неизвестен      | 2       |
| Билл         | 15 августа – 24 августа   | Ураган четвёртой категории  | 135               | 943                  | 26.5  | полуостров Бьюрин, остров Ньюфаундленд | 24 августа      | 70              | неизвестен      | 2       |
| Клодетт      | 16 августа – 18 августа   | Тропический шторм           | 60                | 1005                 | 0.528 | Остров Санта-Роза, Флорида             | 17 августа      | 45              | .103            | 2       |
| Дэнни        | 26 августа – 29 августа   | Тропический шторм           | 60                | 1006                 | 1.88  | нет                                    | нет             | нет             | нет             | 1       |
| Эрика        | 1 сентября – 3 сентября   | Тропический шторм           | 50                | 1004                 | 1.30  | Гваделупа                              | 2 сентября      | 40              | минимальный     | 0       |
| Фред         | 7 сентября – 12 сентября  | Ураган третьей категории    | 120               | 958                  | 9.93  | нет                                    | нет             | нет             | нет             | 0       |
| 8            | 25 сентября – 26 сентября | Тропическая депрессия       | 35                | 1008                 | 0.000 | нет                                    | нет             | нет             | нет             | 0       |
| Грейс        | 4 октября – 6 октября     | Тропический шторм           | 65                | 986                  | 1.97  | Понта-Дельгада, Азорские острова       | 4 октября       | 50              | нет             | 0       |
| Генри        | 6 октября – 8 октября     | Тропический шторм           | 50                | 1005                 | 1.22  | нет                                    | нет             | нет             | нет             | 0       |
| Ида          | 4 ноября – 10 ноября      | Ураган второй категории     | 105               | 975                  | 7.39  | Тасбапауни, Никарагуа                  | 5 ноября        | 80              | 5.6             | 1       |
| Ида          | 4 ноября – 10 ноября      | Ураган второй категории     | 105               | 975                  | 7.39  | Венеция (Луизиана)                     | 9 ноября        | 75              | 5.6             | 1       |
| Итоги сезона |                           |                             |                   |                      |       |                                        |                 |                 |                 |         |
| 11 циклонов  | 28 мая – 10 ноября        |                             | 135               | 943                  | 51.6  | 4                                      | 4               | 4               | 5.703           | 6       |